# Commissione internazionale sull'inglese nella liturgia
La Commissione internazionale per l'inglese nella liturgia (in inglese: International Commission on English in the Liturgy (ICEL) è una commissione composta da undici conferenze episcopali dei paesi di lingua inglese allo scopo di fornire traduzioni in inglese dei libri liturgici di rito romano, i cui originali sono in latino.
Le decisioni di adottare queste traduzioni sono prese dalla Conferenza episcopale del paese in questione, e queste decisioni devono essere approvate dalla Santa Sede prima di essere attuate.
Sono membri associati altre 16 Conferenze episcopali in cui l'inglese è usato nella liturgia in misura minore, sebbene abbiano accesso ai testi liturgici preparati dall'ICEL.
I vescovi dell'ICEL sono assistiti nel loro lavoro dallo staff professionale del Segretariato dell'ICEL, che ha sede a Washington. Il Segretariato coordina il lavoro degli specialisti nella preparazione delle traduzioni.
Quando una traduzione dell'ICEL è stata completata e approvata dai vescovi della commissione, viene inviata alle conferenze degli Stati membri e membri associati per la loro valutazione.
La stessa ICEL non è un'editrice dei libri liturgici e dei materiali correlati nel senso comune. Piuttosto, come singoli autori, traduttori o editori, fornisce il contenuto di tali pubblicazioni alle Conferenze che a loro volta autorizzano le case editrici.

## Storia
I vescovi dei paesi di lingua inglese che erano a Roma per il Concilio Vaticano II istituirono la commissione nel 1963, in vista della loro intenzione di attuare l'autorizzazione del Concilio di usare più ampiamente la lingua volgare, anziché il latino, nella liturgia. Il 15 settembre 2003, l'ICEL venne formalmente costituita come commissione mista di diverse Conferenze episcopali in conformità con l'istruzione Liturgiam authenticam.

## Membri
Le Conferenze episcopali membri a pieno titolo dell'ICEL sono 11 e ciascuna è rappresentata da un vescovo:
- Conferenza dei vescovi cattolici dell'Africa Meridionale, rappresentata da monsignor Sylvester David, O.M.I., vescovo ausiliare di Città del Capo, dal 2021;
- Conferenza dei vescovi cattolici australiani, rappresentata da monsignor Patrick Michael O'Regan, arcivescovo di Adelaide, dal 2016;
- Conferenza dei vescovi cattolici canadesi, rappresentata da monsignor Brian Joseph Dunn, arcivescovo metropolita di Halifax-Yarmouth, dal 2015;
- Conferenza dei vescovi cattolici delle Filippine, rappresentata da monsignor David William Valencia Antonio, vescovo di Ilagan, dal 2023;
- Conferenza dei vescovi cattolici latini dell'India, rappresentata da monsignor Peter Paul Saldanha, vescovo di Mangalore, dal 2020;
- Conferenza dei vescovi di Inghilterra e Galles, rappresentata da monsignor David Ernest Charles Evans, vescovo ausiliare di Birmingham;
- Conferenza dei vescovi cattolici irlandesi, rappresentata da monsignor Alan McGuckian, S.J., vescovo di Down e Connor, dal 2018;
- Conferenza episcopale della Nuova Zelanda, rappresentata da monsignor Stephen Marmion Lowe, vescovo di Auckland, dal 2021;
- Conferenza dei vescovi cattolici del Pakistan, rappresentata da monsignor Benny Mario Travas, arcivescovo di Karachi, dal 2015;
- Conferenza dei vescovi di Scozia, rappresentata da monsignor Hugh Gilbert, O.S.B., vescovo di Aberdeen, dal 2015;
- Conferenza dei vescovi cattolici degli Stati Uniti, rappresentata da monsignor Steven Joseph Lopes, ordinario della Cattedra di San Pietro.

Altre 16 Conferenze episcopali sono membri associati:
- Conferenza episcopale delle Antille;
- Conferenza dei vescovi cattolici del Bangladesh;
- Conferenza interterritoriale dei vescovi cattolici di Gambia e Sierra Leone;
- Conferenza dei vescovi del Ghana;
- Conferenza dei vescovi cattolici della Liberia;
- Conferenza episcopale del Kenya;
- Conferenza episcopale del Malawi;
- Conferenza dei vescovi cattolici di Malesia, Singapore e Brunei;
- Conferenza dei vescovi cattolici della Nigeria;
- Conferenza episcopale del Pacifico;
- Conferenza dei vescovi cattolici di Papua Nuova Guinea e Isole Salomone;
- Conferenza dei vescovi cattolici dello Sri Lanka;
- Conferenza episcopale della Tanzania;
- Conferenza episcopale dell'Uganda;
- Conferenza episcopale dello Zambia;
- Conferenza dei vescovi cattolici dello Zimbabwe.

## Lavoro fatto
I libri liturgici apparsi nelle traduzioni dell'ICEL (alcuni dei quali sono stati sostituiti) includono:
- Il Messale Romano e alcuni testi supplementari come il graduale semplice e le preghiere eucaristiche per le messe con i bambini.
- Parti del rituale romano:[6] riti per i sacramenti la cui amministrazione non è riservata a vescovi, funerali, professioni religiose, ecc.
- Parti del Pontificale romano: i riti della confermazione e dell'ordinazione, benedizione di una chiesa e altare, consacrazione a una vita di verginità, ecc.
- Parti della Liturgia delle ore. Il salterio ICEL è stato respinto,[7] e le edizioni pubblicate della liturgia delle ore usano invece il salterio Graal del 1983.[8] Gli elementi ICEL utilizzati nell'edizione degli Stati Uniti della liturgia delle ore[9] non sono stati accettati da altre Conferenze episcopali, che hanno preferito autorizzare una traduzione diversa.
- Il cerimoniale dei vescovi.
- Il Martirologio Romano non è ancora stato tradotto in inglese.[6]

Alla fine del 2013, i lavori stavano procedendo su:
- il rito della confermazione;
- il rito del matrimonio;
- il rito della dedicazione di una chiesa e un altare;
- il rito dell'esorcismo e certe suppliche;
- il supplemento alla liturgia delle ore.[10]

## Messale Romano
Di tutti i libri che la Commissione ha tradotto, il Messale Romano è quello con cui i cattolici in generale hanno più familiarità. La prima traduzione prodotta dalla Commissione apparve nel 1973, meno di quattro anni dopo che era stato pubblicato l'originale latino. In linea con le istruzioni della Santa Sede del 1969 sulla traduzione Comme le prévoit, non era una traduzione letterale dei testi latini, ma cercò di raggiungere ciò che venne definita "equivalenza dinamica", catturando il significato della preghiera ma evitando termini tecnici: "al popolo non dovrebbe essere richiesta una formazione letteraria specializzata, i testi liturgici dovrebbero essere normalmente comprensibili a tutti, anche ai meno istruiti". La risultante traduzione inglese del Messale Romano (chiamato Sacramentary negli Stati Uniti d'America) ricevette ampia accettazione ma fu anche criticata per l'essersi allontanata troppo dagli originali latini e per occasionali banalità nella lingua.
Nel 1998 la Commissione completò una nuova versione in inglese del Messale Romano. Questa versione incluse traduzioni dei testi latini più ricche ma includeva anche composizioni originali preparate dalla Commissione, in particolare racconti alternativi basati sul lezionario domenicale, una forma contemporanea alternativa della proclamazione pasquale (Exsultet), testi varianti nell'Ordine della Messa e alcune opzioni nelle rubriche, in particolare intorno alla celebrazione delle messe nei giorni feriali. Questa nuova traduzione venne approvata da tutte le Conferenze episcopali appartenenti all'ICEL e venne sottoposta alla Congregazione per il culto divino e la disciplina dei sacramenti per ricevere la conferma, come richiesto dal diritto canonico. La Congregazione, il cui lavoro su una nuova edizione del Messale Romano in latino era già in fase avanzata - parte di esso venne pubblicato nel 2000 e l'intero volume nel 2002 - rifiutò il suo consenso per l'adozione della nuova versione inglese in quanto proposta sulla base della precedente edizione latina.
Il 28 marzo 2001 la Congregazione per il culto divino e la disciplina dei sacramenti emanò l'istruzione Liturgiam authenticam, che includeva il requisito che, nelle traduzioni dei testi liturgici dagli originali latini ufficiali, "il testo originale, per quanto possibile, debba essere tradotto integralmente e nel modo più esatto, senza omissioni o aggiunte in termini di contenuto e senza parafrasi. Qualsiasi adattamento alle caratteristiche o alla natura delle varie lingue vernacolari deve essere sobrio e discreto". L'anno successivo fu pubblicata la terza edizione tipica del Messale Romano riveduto in latino. Questi due testi chiarirono la necessità di una nuova traduzione ufficiale in lingua inglese del Messale Romano, soprattutto perché persino la versione ICEL del 1973 era in alcuni punti un adattamento piuttosto che una traduzione. Un esempio era la traduzione della risposta "Et cum spiritu tuo" ("E con il tuo spirito") tradotta in inglese "E anche con te".
Per corrispondere alle richieste della Congregazione per il culto divino e la disciplina dei sacramenti, nel 2002 vi fu un cambiamento nella leadership dell'ICEL. Successivamente, la Commissione preparò una nuova traduzione in inglese del Messale Romano, che seguì il principio di "equivalenza formale" sancito da Liturgiam authenticam. La traduzione completa ricevette l'approvazione della Santa Sede nell'aprile del 2010 e venne attuata nella maggior parte dei paesi alla fine di novembre del 2011. Prima e dopo la sua implementazione, questa traduzione generò polemiche sia per il suo linguaggio sia per la sintassi, ma anche a causa del processo con cui fu preparata.

## Cronotassi dei presidenti
- Francis Joseph Grimshaw, arcivescovo di Birmingham (?-?)
- Paul John Hallinan, arcivescovo di Atlanta (?-?)
- Gordon Joseph Gray, arcivescovo di Saint Andrews ed Edimburgo (?-?)
- Gerald Emmett Carter, arcivescovo di Toronto (1972-1975)
- Denis Eugene Hurley, arcivescovo di Durban (1975-1991)
- Daniel Edward Pilarczyk, arcivescovo di Cincinnati (1991-1997)
- Maurice Taylor, vescovo di Galloway (1997-2002)
- Arthur Roche, vescovo di Leeds (2002-2012)
- Arthur Joseph Serratelli, vescovo di Paterson (2012-febbraio 2019)
- Hugh Gilbert, O.S.B., vescovo di Aberdeen, dal febbraio 2019